# Соло (река)

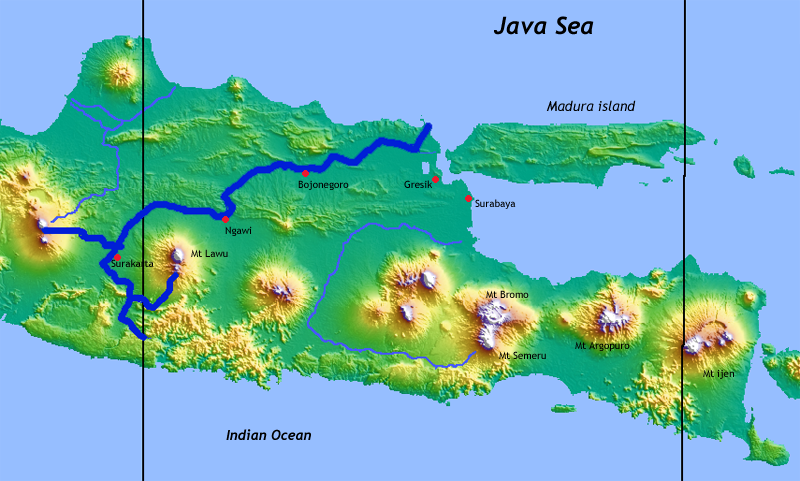
Карта долины реки Соло

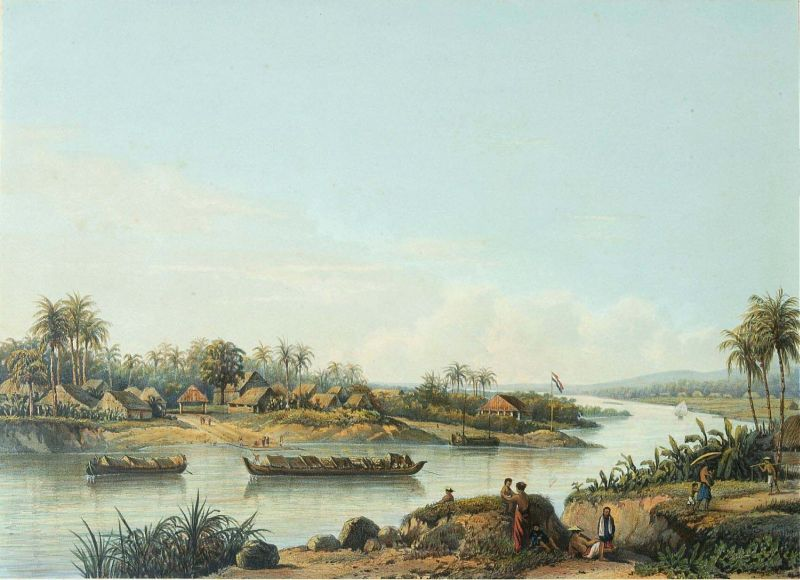
Суда на реке Соло в колониальный период

Соло (индон. Bengawan Solo) — река в Индонезии, самая крупная река на острове Ява. Длина реки составляет 548 км, площадь водосборного бассейна — 16100 км².
Берёт начало на склонах вулканов Лаву и Мешали, течёт преимущественно в широкой, часто заболоченной долине, в нижнем течении сильно меандрирует. Впадает в Яванское море. Река судоходна на протяжении 200 км. В низовьях русло реки спрямлено и канализовано.
Полноводна с октября по май, в это время года сильно разливается. Долина реки густо населена и возделана. Крупнейшие города на Соло: Суракарта (этот город среди яванцев так и принято называть — Соло), Чепу, Боджонегоро, Мадиун. Среди районов: Нгави.
В долине между реками Соло и Мадиун обильно произрастает бамбук.
В долине реки находятся Сангиран и Триниль, известные своими археологическими раскопками и находками питекантропов. На берегу Соло у селения Нгандонг в 1931—1933 годах были найдены останки явантропов или солойского человека (Homo soloensis).
При строительстве короткого канала у реки Соло в Самбунгмачане нашли несколько черепов и других костей древних людей возрастом от 100 тыс. до 1 млн лет.